# Elisa Drabben

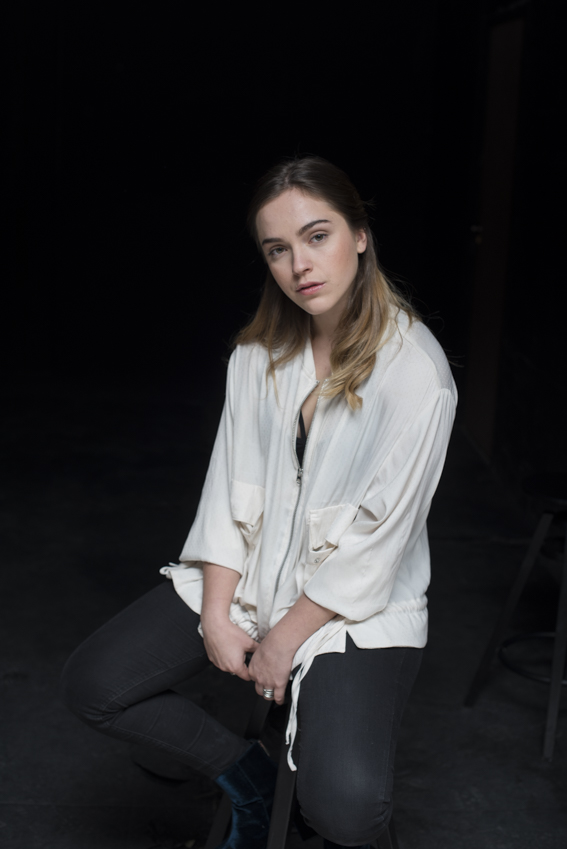
Elisa Drabben

Elisa Drabben (* 22. Mai 1996 in Madrid) ist eine spanische Schauspielerin.

## Biografie
Sie begann 2003 im Alter von sieben Jahren mit der Schauspielerei in der Serie Aquí no hay quien viva. Danach trat sie 2004 als Kinderdarstellerin in Canicas 1939 auf. 2015 schloss sie ihr Master ab. 2017 schloss sie ihr Studium als Produktionstechnikerin für audiovisuelle Projekte und Shows am CIFP Jose Luis Garci ab. Seit 2019 spielt sie in der Serie El pueblo mit.

## Filmografie
Filme
- 2004: Canicas 1939[6][7]
- 2006: Juego[8]
- 2007: Los Totenwackers
- 2010: ELA
- 2011: Viaje a Surtsey
- 2018: Paula
- 2020: Tótem loba

Serien
- 2003: Aquí no hay quien viva
- 2005: Vientos de agua
- 2007–2008: El síndrome de Ulises
- 2009: Hospital Central
- 2019–2023: El pueblo
- 2021: Grasa